# Oxygène 3
Oxygène 3 — девятнадцатый студийный альбом французского композитора и исполнителя электронной музыки Жана-Мишеля Жарра. Анонсированный через личный аккаунт Жарра в Instagram, альбом был выпущен 2 декабря 2016 года, в 40-ю годовщину выхода первого альбома Oxygène.

## Об альбоме
Во время записи альбомов Electronica Жарр сочинил и записал композицию, которая, как он сказал: «Заставила меня подумать, чем мог бы быть Oxygène, если бы я сочинял его сегодня». Учитывая приближавшуюся 40-ю годовщину выхода первого альбома, Жарр решил записать новую главу Oxygène в первоначальной минималистичной стилистике, но используя современную технологию создания. Во время тура Electronica Жарр анонсировал трек Oxygène 17, который был выпущен как сингл 4 ноября. При создании обложки для нового альбома Жарр обратился к Мишелю Гранже — художнику и оформителю многих альбомов Жарра, за разрешением использовать изображение обложки первого альбома Oxygène для создания на его основе трёхмерной модели.

## Издания альбома
Oxygène 3 был выпущен как в виде отдельного альбома, так и в составе набора из трёх альбомов Oxygène Trilogy. Отдельный альбом был издан на компакт-дисках, в цифровых форматах для скачивания и на грампластинках формата LP. Набор Oxygène Trilogy был выпущен как в виде набора из трёх компакт-дисков, так и в специальном издании, включающем три компакт-диска, три грампластинки и книгу в подарочном оформлении. Книга содержит изображения и краткое описание различного звукозаписывающего оборудования и музыкальных инструментов, использовавшихся при записи всех трёх альбомов серии.

## Использованное оборудование
Инструменты, на которых играл Жан-Мишель Жарр: Eminent 310 Unique, EMS Synthi AKS, EMS VCS 3, Electro-Harmonix, Electric Mistress, ARP_2600, ARP_2500, Moog Sub 37, OB6, Mellotron D4000, Korg Polyphonic Ensemble, Korg Mini Pops, Metasonix, Digisequencer, TR8, Animoog, Teenage_Engineering_OP-1, OP12, OP 24, Ochord, Analog Keys, Virus, Dune, Nordlead 1, Monark, RBlocks, Spire, Serum, Cognosphere, Taurus1, Micro Monsta, Philicorda. Запись и микширование сделаны с помощью Ableton Live и MacBook Pro.

## Список композиций
| №  | Название          | Длительность |
| -- | ----------------- | ------------ |
| 1. | «Oxygène Part 14» | 5:28         |
| 2. | «Oxygène Part 15» | 6:40         |
| 3. | «Oxygène Part 16» | 6:50         |
| 4. | «Oxygène Part 17» | 4:20         |
| 5. | «Oxygène Part 18» | 2:48         |
| 6. | «Oxygène Part 19» | 5:45         |
| 7. | «Oxygène Part 20» | 7:58         |